# Nied
Pour les articles homonymes, voir Nied (homonymie).
La Nied (prononcé [nit] en allemand et [nje] en français) est une rivière à faible pente du bassin rhénan, coulant de France en Allemagne, affluent de la rive gauche de la Sarre, sous-affluent du Rhin par la Moselle.

## Hydronymie
- Dénommé Nida dans les inscriptions romaines. Proviendrait du préceltique indo-européen nid : « couler »[2].
- Anciennes mentions[3],[4] : Neda (1121), Nidden (1200), Nithen (1364), Niet (1404), Niedz (1491), Niede (XVIIe siècle), Niez (1686), Nied et Niede (1779), Niède et Nid (Notice de la Lorraine).

## Géographie
De 96,6 km de longueur, la basse Nied naît à Condé-Northen, dans le département de la Moselle, du confluent de la Nied allemande et de la Nied française. La dénomination des deux Nied révèle la frontière linguistique mosellane (entre le francique mosellan et le lorrain roman).

## Histoire
Les deux Nied ont autrefois donné leur nom au pays qu'elles arrosent, que les anciens appelaient Nitensis Pagus. Cette dénomination est retenue dans le partage fait en 870, entre les deux rois Charles le Chauve et Louis II de Germanie.

## La Nied allemande
La source orientale de la Nied se situe à Seingbouse, Guenviller et Henriville à l'est de Saint-Avold où elle est issue de plusieurs petits ruisseaux captant les eaux de ruissellement de versants essentiellement forestiers. D'une longueur de 57 km, la Nied allemande possède un bassin versant de 367 km2 et un module d'environ 3,62 m3/s au confluent. Elle reçoit l'émissaire de l'étang de Bischwald.

## La Nied française
La source occidentale de la Nied se situe à Marthille à l'ouest de Morhange. D'une longueur de 59 km, la Nied Française possède un bassin versant de 504 km2 et un module de 3,82 m3/s au confluent. Son principal affluent est la Rotte.
La Rotte est une petite rivière qui rejoint la Nied à Han-sur-Nied.
La gestion de la Nied Française est confiée à deux syndicats d'aménagement:
- le Syndicat Intercommunal d'Etudes d'Aménagement et d'Entretien de la Nied Française Inférieure (SIEAENFI);
- le Syndicat Mixte des Sources de la Nied Française (SMSNF).

## La Nied Réunie
La Nied Réunie, appelée parfois Basse Nied, naît de  la confluence entre la Nied Allemande et la Nied Française. Il s'agit d'un cours d'eau de plaine, présentant une pente très faible. Ces caractéristiques naturelles en font une rivière capricieuse qui inonde chaque année les prairies qui la bordent.
Le tracé de la rivière oblique vers le nord-est ; elle contourne la dépression du Warndt, arrose Bouzonville et se jette dans la Sarre, à Rehlingen, en aval de Sarrelouis. La Nied Réunie court sur 55 km dont 16 en Allemagne. À la frontière, son bassin versant est de 1 340 km2 et son module de 12,8 m3/s. En Allemagne, au niveau de son confluent avec la Sarre, le débit moyen de la Nied vaut 13 m3 par seconde et son bassin versant 1 370 km2. La lame d'eau écoulée de son bassin est de 299 millimètres et son débit spécifique (appelé aussi Qsp) se monte ainsi à 9,48 litres par seconde et par km2 de bassin.
Depuis 1982, les  16 communes traversées par la Nied Réunie se sont regroupées pour gérer de manière globale et durable la rivière.
C'est ainsi que le Syndicat d'Aménagement de la Vallée de la Nied Réunie (SAVNR) a été créé.

### Affluents principaux de la basse Nied
- L'Anzelingerbach
- Le Remel (de)

## Galerie photographique

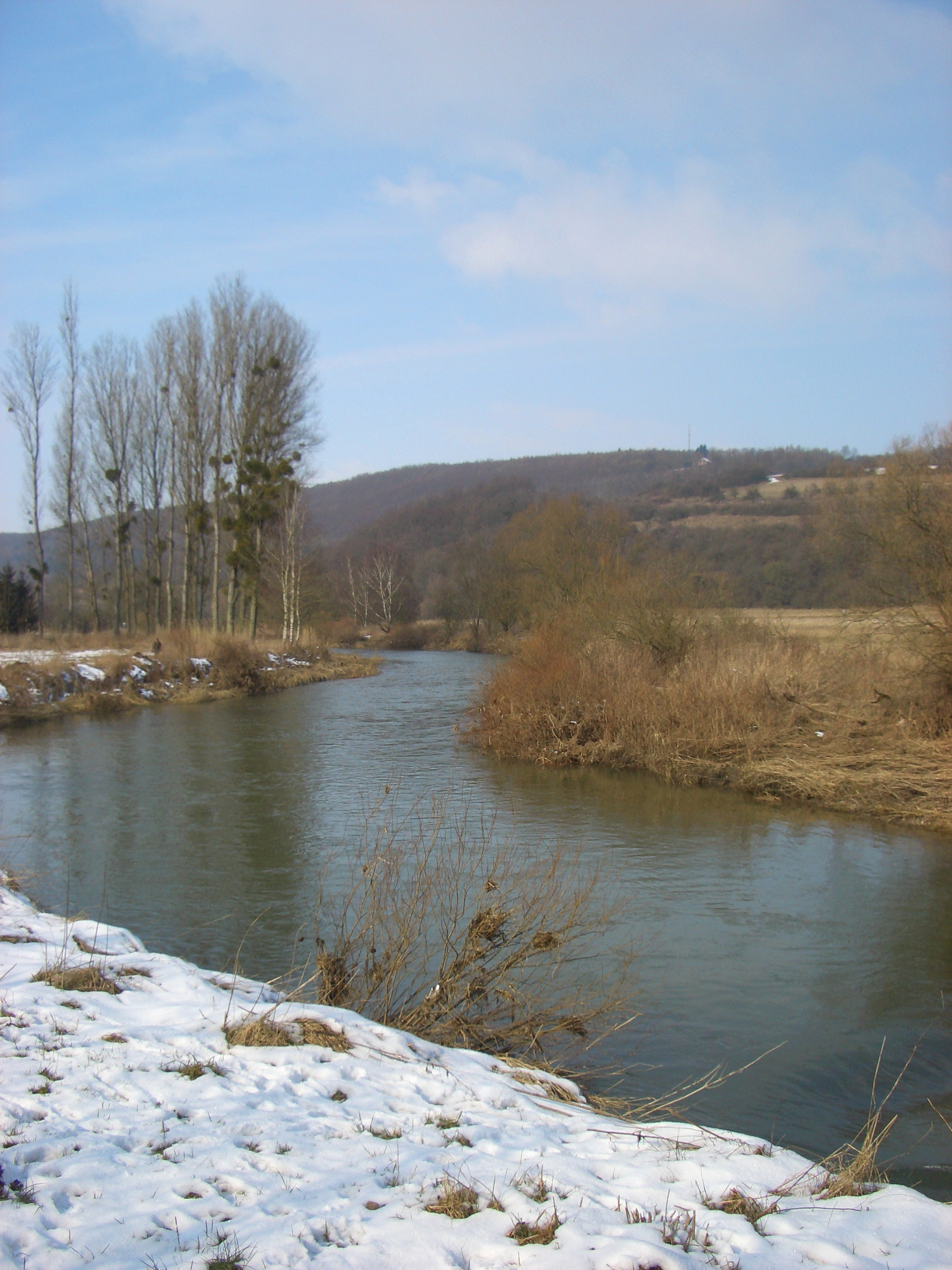
La basse Nied entre Hemmersdorf et Siersburg.
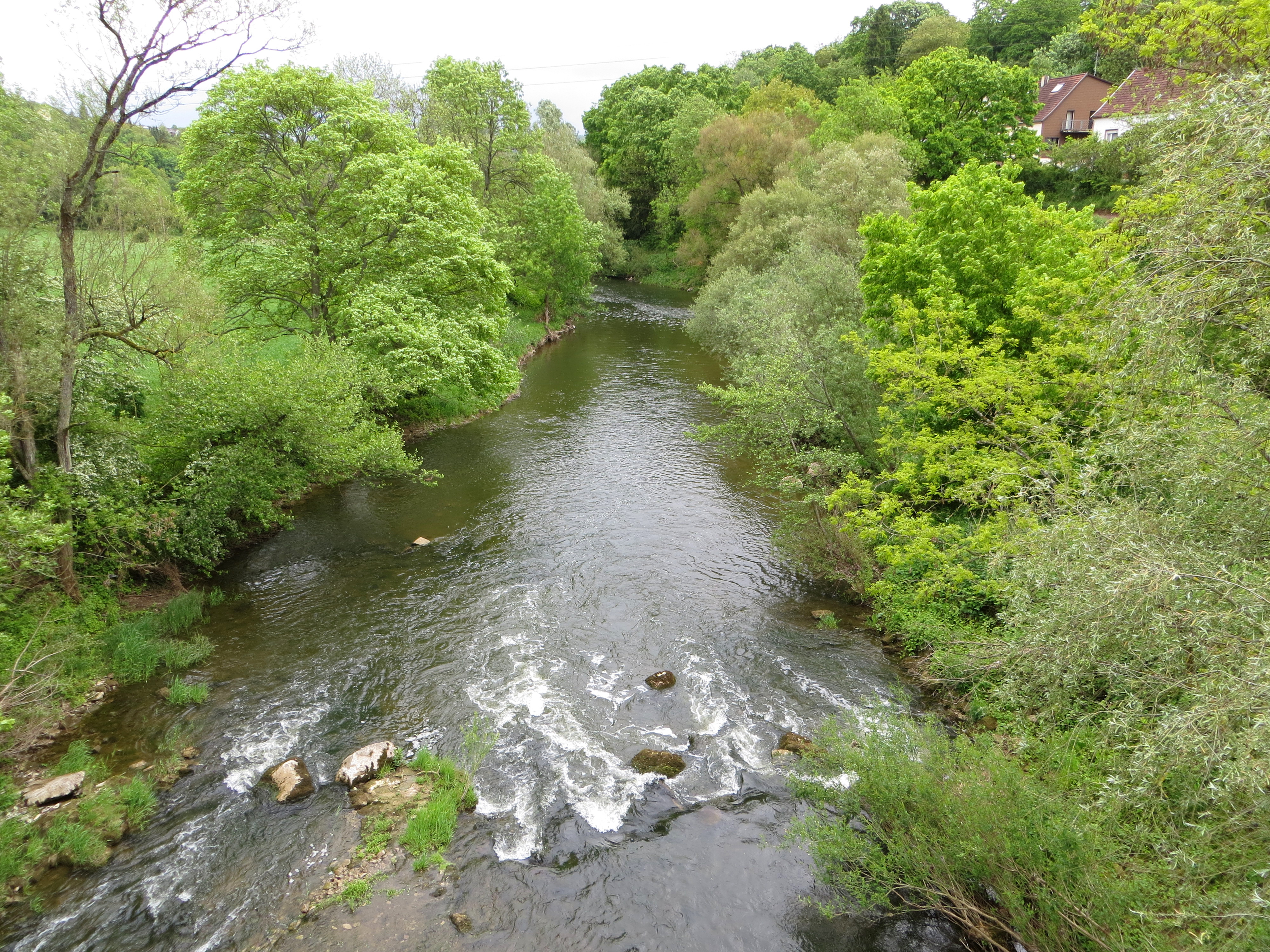
La Nied à Eimersdorf.
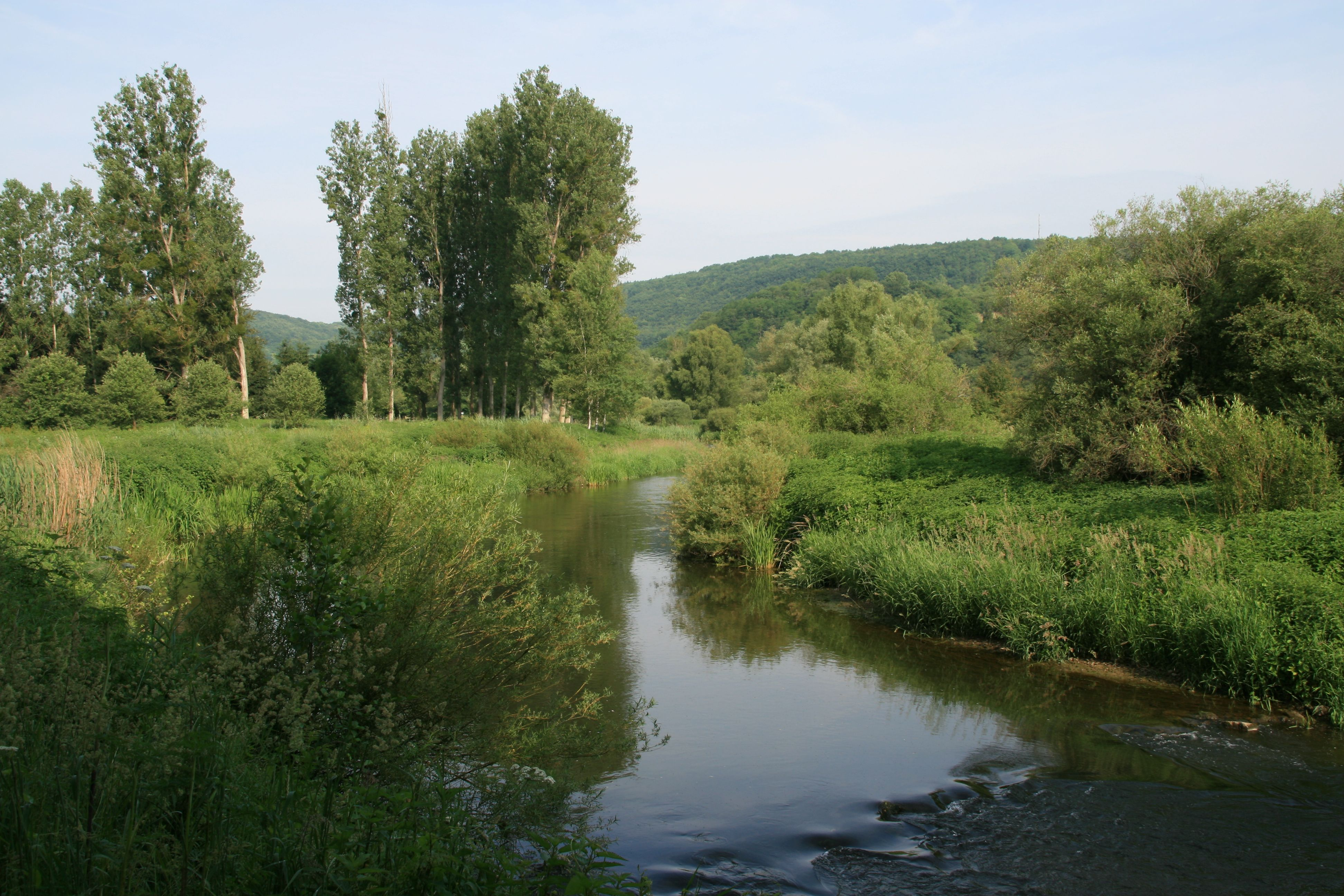
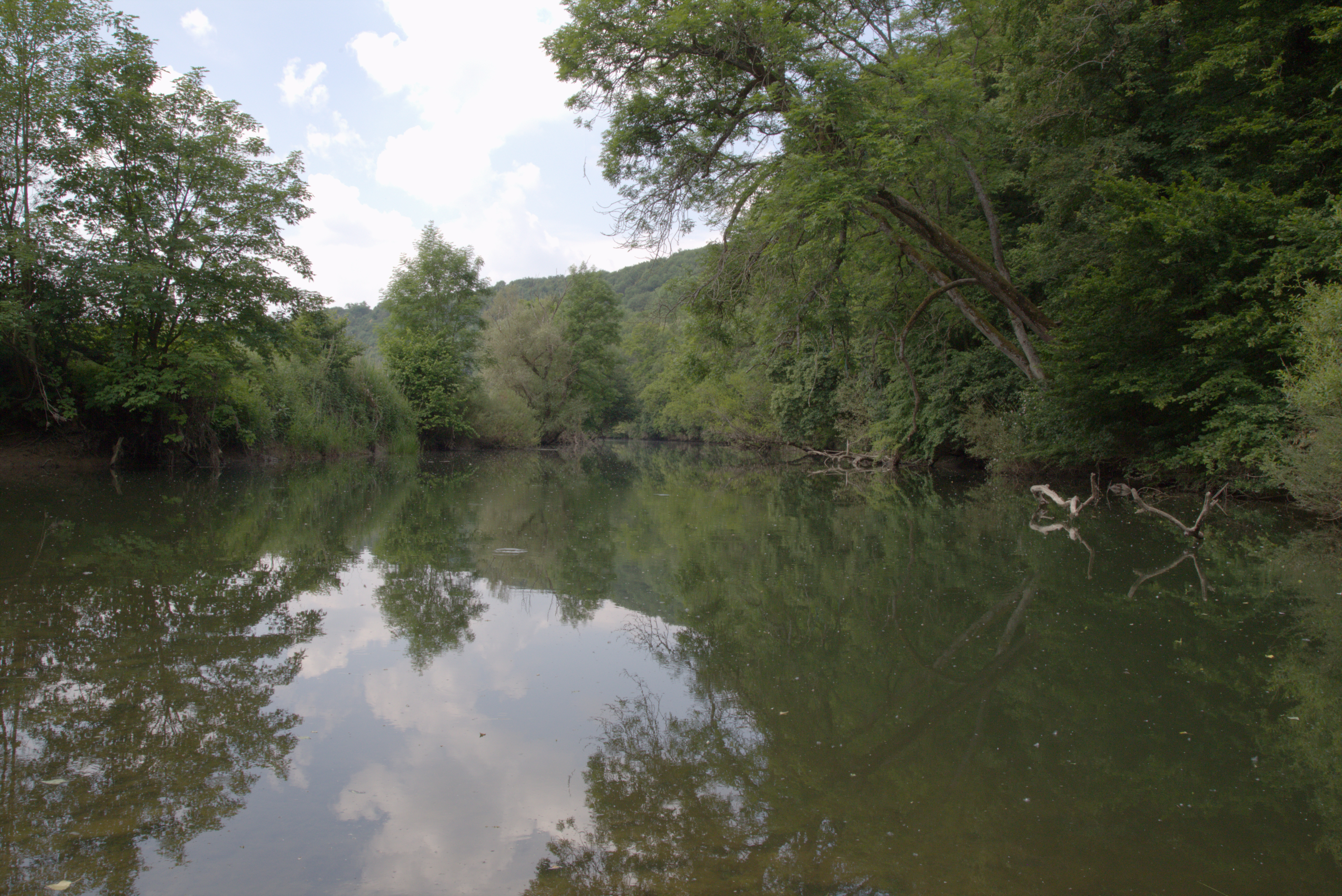